# Мельничук-Мартинюк Сергій Мойсейович
Сергій Мойсейович Мельничук-Мартинюк (25 червня 1933, Марковичі, Локачинський район — 24 жовтня 2020, Луцьк) — перший настоятель кафедрального храму Волинської єпархії УПЦ Київського патріархату та ректор Волинської духовної семінарії. Один із лідерів автокефального руху на Волині 1990-их років. Кандидат богословських наук, педагог. Митрофорний протоієрей Волинської єпархії УПЦ КП.

## Життєпис
Народився на території Польщі у православній родині. Після окупації Волині з боку СССР, влада всіляко перешкоджала отримати дозвіл на духовну освіту, не видаючи паспорт громадянина СССР. З великими труднощами Сергій почав навчання у Ставропольській духовній семінарії на Кубані, але закінчив Одеську духовну семінарію (1963), а згодом Ленінградську Духовну Академію РПЦ (1967).
Провадив активну релігійну діяльність у часи атеїстичного СРСР у селах Волинської області. Служив у селі Хотишів Камінь-Каширського району, у селах Світязь, Садів, Жидичин, Рованці — скрізь, де була загроза закриття православних парафій через відсутність священика. Отець Сергій згадує про ті часи:
| Коли вінчалися комсомольці, то їх одразу ж виключали з комсомолу, з навчальних закладів, ще й з роботи звільняли. Але люди однаково вінчалися: хтось таємно, а хтось відкрито. Ті, хто працювали на високих посадах, боялися вінчатися, а хто вінчався, то таємно – закривалися в храмі, навіть свічок не запалювали. Кожній парі я видавав іконку, де вказувалася дата вінчання. Свідоцтв тоді не виписували. А поза церквою нічого церковного говорити не можна було. Одного разу їду я і журнал церковний читаю. Вийшов з автобуса – підходять до мене вже й запитують: «Що ви там таке читали?». І про це вже хтось доклав! Ще один пам’ятний випадок був у мене в Садові. В одного вчителя померла мама. А тоді відправляли за покійником службу або в церкві, або на кладовищі, не вдома. І ось усі люди пішли в храм на поминальну відправу, а син – у сільраду, і чекав там доти, доки траурна служба не закінчилася. Боявся зайти в церкву до своєї матері. Отакі були часи, так комуністи з людьми чинили. Бити у дзвони не можна було, але я дзвонив, бо це офіційно не заборонялося. А в мене були закони про релігійні культи, які я добре опанував. І там нічого такого сказано не було. І ось у Садові покликав мене уповноважений та й каже: «Що ти там так дзвониш, що з Садова до Торчина чутно?». Важко було церквам за совєцької влади. Кожний крок відстежували... |
Після створення УПЦ КП 1992 один із провідних діячів Волинської єпархії. Спочатку настоятель Свято-Троїцького кафедрального собору у Луцьку, а потім ректором Волинської Духовної Семінарії УПЦ КП (1996—2003). Дотепер є одним із найстарших кліриків Волинської єпархії Православної Церкви України.

## Родина
Має троє дітей. Одна з доньок священика — черниця Свято-Дівеєвського монастиря РПЦ МП у Мордовії, керівник господарського комплексу обителі.